# Itambaracá
Itambaracá este un oraș în Paraná (PR), Brazilia.